# 馬爾庫斯·阿尼烏斯·維魯斯
馬爾庫斯·阿尼烏斯·維魯斯（Marcus Annius Verus，約50年—138年）是羅馬政治家。起先擔任城市行政官一職，在皇帝哈德良在位期間更二度擔任執政官。他與盧庇莉婭·福斯蒂娜結婚，有三名子女。
- 阿尼烏斯·維魯斯
- 阿尼烏斯·利波
- 大福斯蒂娜